# 2002 VC131
2002 VC131, também escrito como 2002 VC131, é um objeto transnetuniano que está localizado no Cinturão de Kuiper, uma região do Sistema Solar. Este objeto é classificado como um cubewano. Ele possui uma magnitude absoluta de 6,4 e tem um diâmetro estimado com 231 km.

## Descoberta
2002 VC131 foi descoberto no dia 7 de novembro de 2002, pelo astrônomo Marc W. Buie.

## Órbita
A órbita de 2002 VC131 tem uma excentricidade de 0,000 e possui um semieixo maior de 46,323 UA. O seu periélio leva o mesmo a uma distância de 46,323 UA em relação ao Sol e seu afélio a 46,323 UA.